# Phoraspis flavipes
Phoraspis flavipes är en kackerlacksart som beskrevs av Blanchard 1837. Phoraspis flavipes ingår i släktet Phoraspis och familjen jättekackerlackor. Inga underarter finns listade i Catalogue of Life.